# Pseudonapomyza mongoliensis
Pseudonapomyza mongoliensis är en tvåvingeart som beskrevs av Spencer 1973. Pseudonapomyza mongoliensis ingår i släktet Pseudonapomyza och familjen minerarflugor. Inga underarter finns listade i Catalogue of Life.